# Ibn
Ibn ist ein Bestandteil männlicher arabischer Namen mit der Bedeutung „Sohn von“. Statt Ibn wird zur Angabe der Aszendenz (Vorfahrenschaft) auch Ben oder Bin und Bar genutzt. Ben wird auch in anderen semitischen Sprachen zur Angabe der Aszendenz verwendet. Das entsprechende weibliche Gegenstück lautet Bint (بنت bint ‚Tochter von‘).

## Herkunft und Bedeutung
Ibn ist ein Bestandteil eines arabischen Namens und bezeichnet die Abstammung  (arab. نسب nasab), die in klassischen Namen nach dem persönlichen Namen (اسم ism) steht. Ibn heißt „Sohn“ im Arabischen (ابن ibn ‚Sohn von‘), der Namensbestandteil stellt somit ein Patronym dar, der ursprünglich zur Unterscheidung der Träger gleicher persönlicher Namen (ism) diente.
Im Gegensatz zu dem aus skandinavischen Sprachen bekannten Suffix -sen/-son für das Patronym „Sohn von“ wird der arabische Namensbestandteil Ibn über mehrere Generationen aneinander gereiht und ergibt eine Liste der Vorfahren (Aszendenz) des Namensträgers. Der Name Ibn Chaldun heißt wörtlich „Sohn von Chaldun“. Der Name „ibn Dschabir ibn Muhammad ibn Ibrahim“ lässt sich mit „Sohn von Dschabir, Sohn von Muhammad, Sohn von Ibrahim“ oder verständlicher mit „Sohn von Dschabir, Enkel von Muhammad, Urenkel von Ibrahim“ übersetzen.
Im Mittelalter wurde ein uneheliches Kind zuweilen „Ibn Abihi“ – „Sohn seines Vaters“ genannt, um die unbekannte Vaterschaft auszudrücken. Bekannt unter diesem Namen war Ziyād ibn Abihi, der General und Verwalter der Umayyaden.
Heutzutage haben die meisten arabischen Staaten ein auf Familiennamen basierendes Namenssystem. Es gibt heute viele Träger des nasab „Ibn“. Auch sind viele berühmte Persönlichkeiten der Geschichte nur mit ihrem nasab bekannt, z. B. wie Ibn Battuta, Ibn Arabi oder Ibn Ishaq.